# إرومانغا سينسي
إرومانغا سينسي (باليابانية: エロマンガ先生) هي سلسلة من الرواية الخفيفة اليابانية التي كتبها تسوكاسا فوشيمي ورسمها هيرو كانزاكي، و قد نشرت تحت العلامة التجارية دينجيكي بونكو التي تعمل على نشر الروايات الخفيفة التابعة لشركة أسي ميديا وركس في ثمانية مجلدات منذ ديسمبر 2013، تظهرت سلسلة المانجا مصورة من قبل رين في دينجيكي بونكو في ماي 2014، تحولت إلى إنمي من قبل إستديو أيه-1 بكتشرز وبدأ البث يوم 9 أبريل 2017.

## روابط خارجية
- إرومانغا سينسي على موقع ANN manga (الإنجليزية)